# Geschichte des Begriffs Geosphäre
Der Begriff Geosphäre wurde in der zweiten Hälfte des 19. Jahrhunderts geprägt. In der englischsprachigen Literatur erscheint er das erste Mal im Jahr 1871. Während des zwanzigsten Jahrhunderts entwickelte Geosphäre eine große Bedeutungsvielfalt, gerade unter deutschen Geowissenschaftlern. Das führte zu vielen Missverständnismöglichkeiten.
Bis zur Mitte der 1990er waren mindestens zehn verschiedene Geosphäre-Begriffe vorgestellt worden. Seitdem nimmt die Bedeutungsvielfalt von Geosphäre wieder ab. Die Abnahme der Bedeutungsvielfalt liegt vor allem daran, dass inzwischen viele Ersatzbegriffe etabliert werden konnten. Von den zehn Geosphäre-Begriffen werden in aktuellen naturwissenschaftlichen Publikationen nur noch drei verwendet.

## Begriffsprägungen von 1864 bis 1993

### Doherty (1864) und Andrews (1871)

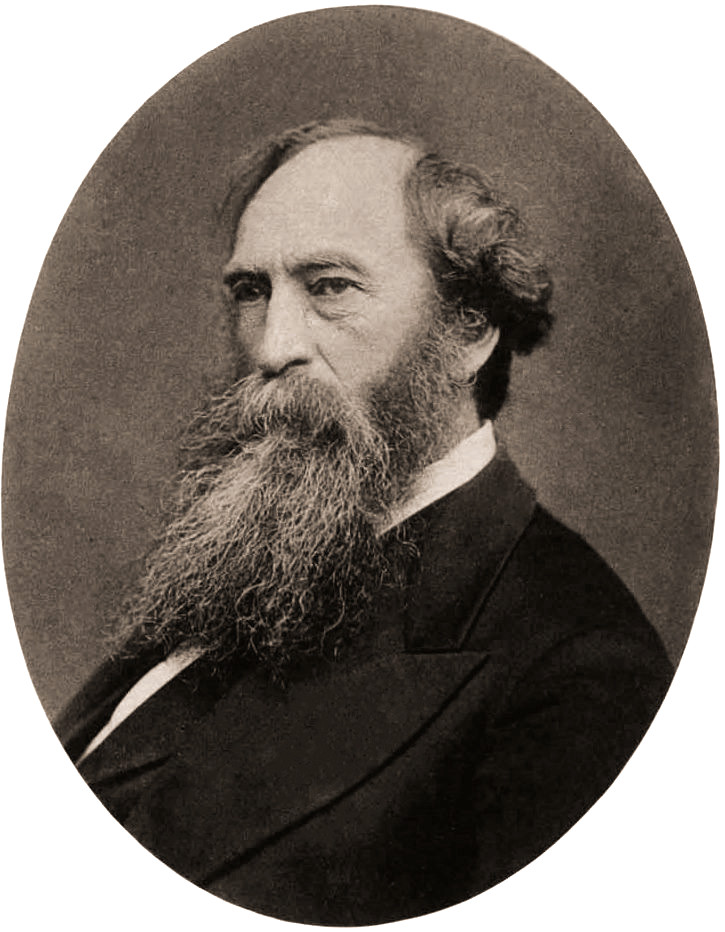
Stephen Pearl Andrews

Der britische Arzt und Universalgelehrte Hugh Doherty veröffentlichte 1864 den ersten Band seines vierteiligen Hauptwerkes zur Organic Philosophy. In diesem ersten Band unterteilte er die irdische Umwelt des Menschen in mehrere Reiche (realms). Zu diesen Reichen zählten das atmosphärische Reich (atmospheric realm) der irdischen Luft, das thalattosphärische oder ozeanische Reich des Meerwassers (thalattospheric realm / oceanic realm), das pluviale Reich der wässrigen Niederschläge und Oberflächengewässer (pluvial realm), das reliquiale Reich der Fossilien und Sedimentgesteine und das geosphärische Reich der magmatischen und metamorphen Gesteine (geospheric realm). Das geosphärische Reich wurde gleichgesetzt mit der Erdkruste.
Aus dieser Vorlage formte sieben Jahre später der amerikanischen Linguist und Philosoph Stephen Pearl Andrews (1812–1886) den eigenständigen Ausdruck Geosphäre:

„The Incorporated Homogenismi of the Cosmos have been recently discriminated with some accuracy, by Hugh Doherty ... and have been furnished with a seriated list of names; Geosphere (earthy), Atmosphere (aerial), Thallatosphere (watery), etc.“

„Die Inkorporierten Homogenismen des Kosmos wurden vor kurzem mit einiger Sorgfalt einzeln unterschieden von Hugh Doherty und mit einer Liste von Namen versehen: Geosphäre (erdig), Atmosphäre (luftig), Thallatosphäre (wässrig) usw.“

Im Vergleich zwischen den sphärischen Reichen von Doherty und den Sphären von Andrews fällt auf, dass letzterer die Begriffsinhalte vereinfachend zusammenfasste. So fusionierte er Dohertys pluviales Reich und ozeanisches Reich zur Thallatosphäre. Genauso verfuhr Andrews bei der Geosphäre. Hier legte er Begriffsinhalte zusammen, die von Hugh noch aufgeteilt worden waren zwischen dem reliquialen Reich und dem eigentlichen geosphärischen Reich. Andrews Geosphäre umfasste schlicht die Dinge der festen Erde. Sie wurde von ihm mit dem Adjektiv „erdig“ versehen und der Sphäre des Wassers und der Sphäre der Luft gegenübergestellt. Darüber hinaus ließ Andrews den Bezug auf die Erdkruste fallen, den Doherty für sein geosphärisches Reich noch ausführlich diskutiert hatte.
- Geosphäre nach Stephen Pearl Andrews: Die feste Erde.

Innerhalb der englischsprachigen Geowissenschaften sollte sich Andrews Geosphären-Begriff dauerhaft etablieren. Es finden sich viele Benutzungsbeispiele aus allen nachfolgenden Jahrzehnten. Stellvertretend seien hier zwei vorgestellt:

„The great mass of the earth, solid at least in its outer crust, is for the most part bathed in an ocean of water and is entirely surrounded by an envelope of gases. These three parts of our planet are sometimes named the geosphere, the hydrosphere and the atmosphere.“

„Die große Masse der Erde, fest wenigsten in ihrer äußeren Kruste, wird für den größten Anteil in einem Ozean von Wasser gebadet und ist vollständig umgeben von einer Hülle von Gas. Diese drei Abschnitte unseres Planeten werden manchmal Geosphäre, Hydrosphäre und Atmosphäre genannt.“

„The geosphere – in other words, this ball called Planet Earth, and more particularly the solid portion of it.“

„Die Geosphäre – in anderen Worten dieser Ball, der Planet Erde genannt wird, und genauer gesagt der feste Teil von ihm.“

Vier Jahre nach Andrews Veröffentlichung sollte der österreichische Geologe Eduard Suess (1831–1914) ähnliche Begriffe prägen. Einerseits bezeichnete Suess die irdische Lufthülle ebenfalls als Atmosphäre. Dieses Wort war allerdings im englischen Sprachraum in Gebrauch schon seit 1638 und im deutschen Sprachraum seit 1682. Weiterhin aber benannte Suess die irdischen Gewässer als Hydrosphäre (statt Thallatosphäre) – und die steinerne Erdhülle als Lithosphäre (statt Geosphäre).

### Ratzel (1902)

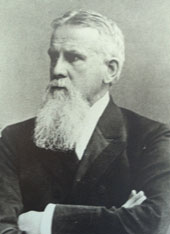
Friedrich Ratzel

Im deutschsprachigen Schrifttum erschien der Ausdruck Geosphäre das erste Mal 1902. Er wurde erfunden vom deutschen Geographen Friedrich Ratzel (1844–1904):

„Neben oder vielmehr über der Geosphäre, der in unbekannte Tiefen sich fortsetzenden festen und plastischen Erdrinde, sei also der Hydrosphäre, oder Wasserhülle, und Atmosphäre, oder Lufthülle, unverkürzt ihre naturgemäße Stelle eingeräumt.“

- Geosphäre nach Friedrich Ratzel: Die Hülle der Erde aus festem und plastischem Gestein.

Der erste Geosphäre-Begriff des deutschen Sprachraums erschien inhaltlich deckungsgleich mit dem Lithosphäre-Begriff. Lithosphäre war aber bereits 27 Jahre alt und hatte sich längst in der geowissenschaftlichen Fachsprache etabliert. Demzufolge setzte sich Ratzels Geosphäre nicht durch.

### Murray (1910) und Wernadski (1924)

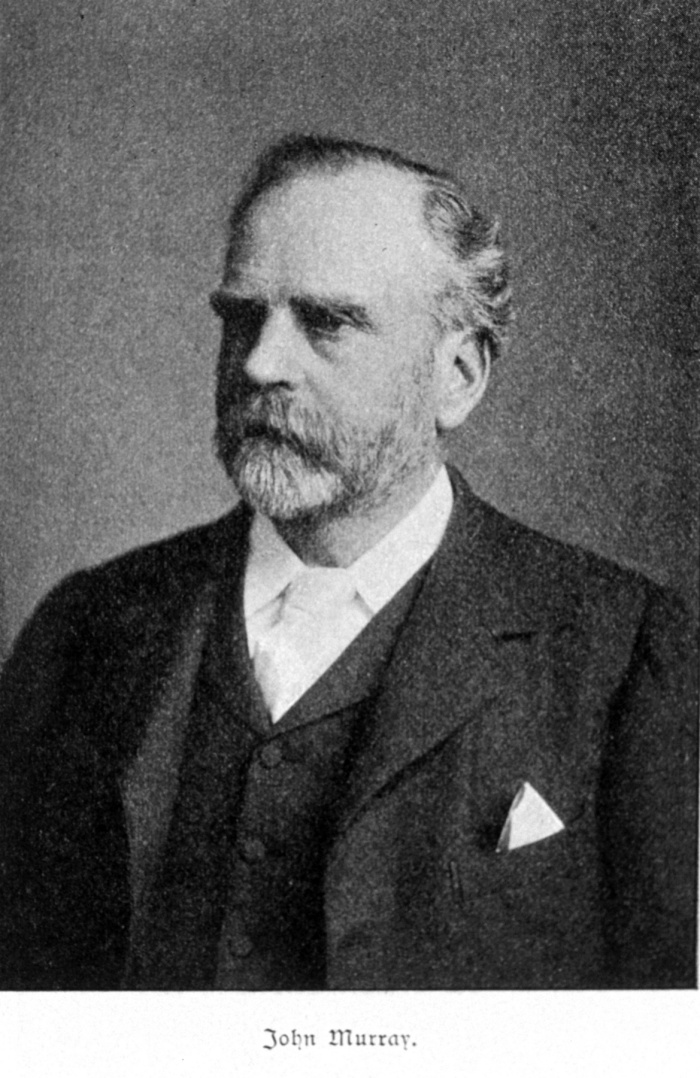
John Murray

Im englischen Sprachraum wurde 1910 ein zweiter Geosphäre-Begriff geprägt. Dies geschah durch John Murray (1841–1914). Der schottische Meeresforscher schrieb drei Jahre später das einflussreiche Buch The Ocean, in dem seine Geosphäre erneut auftauchte:

„If we regard our earth as it is swung in space at the present time, we may see, with the mind's eye, that it is composed of concentric spheres or shells of matter in the gaseous, liquid, and solid or "trans-solid" states. These have been called Geospheres, viz., the atmosphere, the hydrosphere, the lithosphere, the biosphere, the tektosphere, and the great centrosphere which makes up by far the greatest mass and volume of the globe.“

„Wenn wir unsere Erde so betrachten, wie sie derzeit durch den Weltraum gedreht wird, können wir vielleicht vor dem geistigen Auge sehen, dass sie aus kugelförmigen Sphären oder Schalen besteht, deren Stoff von gasförmiger, flüssiger, fester oder „trans-solider“ Form ist. Diese [Sphären] sind Geosphären genannt worden, nämlich die Atmosphäre, die Hydrosphäre, die Lithosphäre, die Biosphäre, die Tektosphäre und die gewaltige Zentrosphäre, welche bei weitem die größte Masse und das größte Volumen der Erdkugel einnimmt.“

- Geosphäre nach John Murray: Eine stoffliche Sphäre des Planeten Erde. Dazu gehören unter anderem Lithosphäre, Hydrosphäre, Atmosphäre und Biosphäre.

Das Buch The Ocean wurde auch gelesen vom russischen Geowissenschaftler Wladimir Iwanowitsch Wernadski (1863–1945). Er berücksichtigte es in einer kleinen Veröffentlichung über Geochemie, die 1924 erschien und von der 1930 eine deutsche Übersetzung vorgelegt wurde. Darin findet sich Geosphäre in der Bedeutung von Murray. Wernadski verwendete den gleichen Geosphäre-Begriff erneut in seinem Hauptwerk Die Biosphäre (Biosfera) von 1926. Auf diese Weise gelangte Murrays Geosphäre in den Sprachgebrauch der russischen Geowissenschaftler. Unter ihnen sollte der Begriff viele Jahrzehnte hindurch gepflegt werden. Er findet sich vereinzelt auch in deutschsprachigen Publikationen, und häufiger bei englischen Autoren.

### Hellpach (1935)
Die nächste deutschsprachige Bedeutung von Geosphäre stammte vom deutschen Arzt Willy Hellpach (1877–1955). Sie kann mindestens bis in das Jahr 1935 zurückverfolgt werden. Nun bezeichnete Geosphäre die „Lebensluftschicht“ des Menschen:

„Die Wetterreaktion des Menschen … vollzieht sich in der Geosphäre: so heiße die Luftschicht, welche unmittelbar über dem Erdboden liegt.“

„Die erst ganz junge „Mikroklimatik“ der Pflanzen zeigt uns, wie sehr sich die bodennahe Geosphäre infolge der Bodeneinflüsse von der Freiluft hoch überm Boden unterscheidet.“

- Geosphäre nach Willy Hellpach: Die erdoberflächennahe Luftschicht.

Der Geosphäre-Begriff von Hellpach erschien inhaltlich ungefähr deckungsgleich mit dem Peplosphäre-Begriff. Mit Peplosphäre wird die erdoberflächennahe Grundschicht der Troposphäre bezeichnet. Der Begriff wurde zwar erst 1953 vom deutschen Meteorologen Karl Schneider-Carius (1896–1959) geprägt. Er verbreitete sich jedoch schnell. So setzte sich Hellpachs Geosphäre nicht durch – obwohl dieser Autor nachweislich von Geographen gelesen wurde.

### Carol (1956)
Noch während Hellpach seinen Geosphäre-Begriff pflegte, gelangte ein neues Verständnis von Geosphäre in den deutschsprachigen Raum. Es geht indirekt zurück auf eine Veröffentlichung des russischen Geographen Andrei Alexandrovich Grigorjew (1883–1968) aus dem das Jahr 1949.

„Als Forschungsgegenstand der physischen Geographie erscheint die Struktur der [äuß]eren (geographischen) Erdkruste als Sphäre gegenseitiger Beeinflussung und in besonderem Maße auch gegenseitiger Durchdringung der Atmosphäre, Lithosphäre, Hydrosphäre, Biosphäre und der in ihnen wirkenden Prozesse der Umbildung der einen Energiearten in andere in der geographischen Erdkruste vorhandene unter Berücksichtigung der durch die Tätigkeit der menschlichen Gesellschaft bewirkten Änderungen.“

Der Forschungsgegenstand der Geographie – räumlich verortet an der Erdoberfläche – wird von Grigorjew auch „geographische Substanz“ genannt. Dieses räumlich fest verortete Konzept einer stofflich fasslichen, geographischen Substanz war in ähnlicher Form bereits in den 1920ern angedacht worden vom deutschen Geographen Alfred Hettner (1859–1941). Es wurde von führenden Vertretern der deutschsprachigen Geographie bereitwillig aufgenommen und leitete maßgeblich zum nächsten deutschsprachigen Geosphäre-Begriff. Er wurde 1956 vorgestellt vom Schweizer Geographen Hans Carol (1915–1971):

„Tatsächlich, die Erdhülle ist das Objekt geographischer Forschungen, sie ist die «geographische Substanz», von der in letzter Zeit oft die Rede war. Fünf wesentliche Bereiche, Sphären, sind an ihrem Aufbau beteiligt: Litho-, Hydro-, Atmo-, Bio- und Anthroposphäre, die wir in ihrer Gesamtheit als Geosphäre bezeichnen wollen ... der Erdhülle als Ganzes.“

In seinem Aufsatz erwähnte Carol mit keinem Wort, dass Geosphäre bereits vor ihm von anderen Autoren mit anderen Bedeutungen verwendet worden war. Das war gerade im Fall von Willy Hellpach erstaunlich, denn Hellpach wurde von Carol sogar zitiert. Allerdings schien Carol bloß eine ältere Auflage von Hellpachs Werk gelesen zu haben, in dem Hellpach noch nicht seinen Geosphäre-Begriff vorgestellt hatte.

„Seit STRABO haben Geographen immer wieder ihre Wissenschaft auf die komplexe Erkenntnis von „Land und Leuten“ ausgerichtet. RITTER und RICHTHOFEN führten den Begriff der „Erdoberfläche“ als Kennzeichen für die Domäne der Geographie ein. RICHTHOFEN, HETTNER, u. a.m. haben das Wort „Erdhülle“ gebraucht, das von HARTSHORNE mit „earth shell“ übersetzt worden ist. Für die Bezeichnung derselben Domäne hat der Verfasser 1956 den Begriff Geosphäre eingeführt.“

- Geosphäre nach Hans Carol: Der Raum der Dinge, mit denen sich die Wissenschaft Geographie beschäftigt. Diese Dinge gehören im Einzelnen zur Lithosphäre, Hydrosphäre, Atmosphäre, zur globalen Biozönose (der Biosphäre nach Teilhard de Chardin) und zur Anthroposphäre. Diesem Raum der geographisch beforschten Dinge entspricht in der stofflichen Realität die gesamte Erdoberfläche und die Bereiche unmittelbar über und unter ihr.

In Carols Verständnis wurde Geosphäre synonym zu dem, was er als Gegenstand geographischer Forschung betrachtete. Aus den Abbildungen seiner Artikel geht hervor, dass Carol unter Geosphäre die gesamte Erdoberfläche gefasst sehen wollte. Das heißt, dass auch die Hochsee als Bestandteil der Geosphäre – als Gegenstand geographischer Forschung – gelten sollte. Dass die Hochsee ebenfalls zum Zuständigkeitsbereich der Geographie gehören sollte, entsprang einer sehr traditionellen Vorstellung von Geographie. Innerhalb der traditionellen Vorstellung wurde die Ozeanographie nicht als gänzlich eigenständige Wissenschaft gesehen, sondern auch als eine Unterabteilung der Geographie geführt.
Nachdem Carol seinen Geosphäre-Begriff vorgestellt hatte, wurden mehrere Anläufe unternommen, um den Begriff auch in der internationalen geowissenschaftlichen Fachsprache zu verankern. Sie stießen kaum auf Resonanz.

### Teilhard de Chardin (1956), Barrett (1981) und Leser (1991)

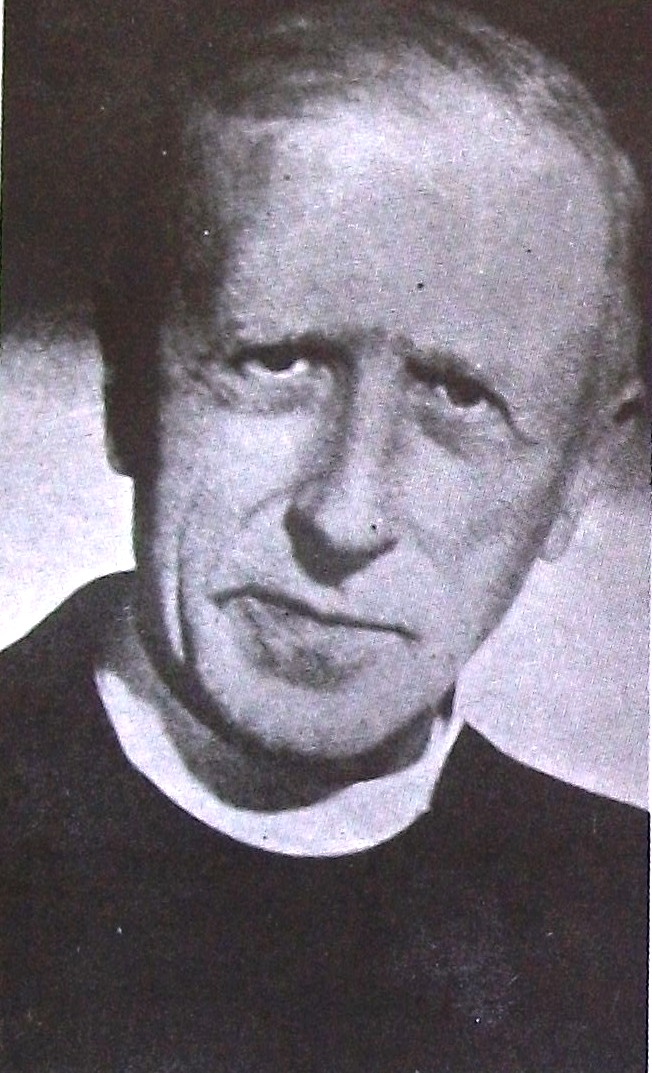
Pierre Teilhard de Chardin

Eine weitere Entwicklungslinie des Geosphäre-Begriffs wurde beeinflusst vom französischen Geologen Pierre Teilhard de Chardin (1881–1955). Er gehörte zum Orden der Jesuiten. Die damit einhergehende Kontrolle bewirkte, dass Teilhard de Chardin einige seiner zentralen Gedanken nicht zu Lebzeiten veröffentlichen durfte. Sie erschienen aber sehr bald posthum in den Büchern Le Phénomène Humain und La Place de l'Homme dans la Nature. Die beiden Werke erlebten mehrere Auflagen und wurden nach wenigen Jahren ins Englische und Deutsche übersetzt.
Teilhard de Chardin erläuterte in den beiden Büchern seine Idee, dass auf der Erde eine Art überindividuelles Erkenntnis-Netzwerk bestehen würde. Dieses Netzwerk nannte er Noosphäre. Die Noosphäre erwuchs aus den Bewusstseinen der miteinander kommunizierenden menschlichen Lebewesen. Die Noosphäre erwuchs also letztlich aus dem organischen Leben (Biosphäre). Die Biosphäre wiederum entstand aus der nicht lebenden Umwelt des Planeten Erde. Diese abiotische Umwelt nannte Teilhard de Chardin Geosphäre.
- Geosphäre nach Pierre Teilhard de Chardin: Die abiotische Umwelt der Lebewesen.

Schon Eduard Suess hatte 1875 den belebten Anteil der Erdoberfläche (Biosphäre) den drei unbelebten Anteilen gegenübergestellt. Zu diesen unbelebten Anteilen zählten die Lithosphäre, die Hydrosphäre und die Atmosphäre. Folglich hätte sich die Geosphäre nach Pierre Teilhard de Chardin aus den drei Teilbereichen Lithosphäre, Hydrosphäre und Atmosphäre zusammensetzen müssen. Tatsächlich fand sich genau diese Auffassung vereinzelt erst in naturwissenschaftlichen Publikationen, die nach Teilhard des Chardins posthumen Schriften veröffentlicht wurden. Sehr deutlich wurde 1975 ein Handbuch über Umweltmesstechnik:

“Air, water and land comprise the physical surroundings of man. Collectively, they may be called the GEOSPHERE or the earth’s environment, which includes three systems: ATMOSPHERE, HYDROSPHERE and LITHOSPHERE.”

„Luft, Wasser und Land bilden die physische Umwelt des Menschen. Zusammengefasst können sie vielleicht GEOSPHÄRE oder Umwelt der Erde genannt werden, die drei Systeme enthält: ATMOSPHÄRE, HYDROSPHÄRE und LITHOSPHÄRE.“

Die exakt gleiche Vorstellung von Geosphäre wurde sechs Jahre später vom amerikanischen Ökologen Gary W. Barrett vertreten.
- Geosphäre nach Gary W. Barrett: Die abiotische Umwelt der Lebewesen in Atmosphäre, Hydrosphäre und Lithosphäre.

Dieser Geosphäre-Begriff gelangte bloß mit einiger Verzögerung zu den deutschsprachigen Geowissenschaften und das geschah vorerst auch nur implizit. Denn zehn Jahre später veröffentlichte der deutsche Geograph Hartmut Leser die dritte Auflage seines Lehrbuchs zur Landschaftsökologie. Darin wurden viele Seiten verwendet, um diverse landschaftsökologische Begriffe sorgfältig herzuleiten und zu erläutern. Unter anderem wurde auch Geotop vorgestellt. Der Geotop sollte die abiotische Umwelt (Gestein, Luft, Wasser) eines kleineren Ökosystems bezeichnen. Den Ausdruck Geosphäre andererseits erwähnte Hartmut Leser an keiner Stelle – obwohl er dieses Wort noch in der Erstauflage seines Lehrbuchs im Sinne von Carols Geosphäre-Begriff gründlich erläutert und illustriert hatte.
Allerdings wurde 1991 nicht nur das landschaftsökologische Fachvokabular umfangreich erklärt. In der gleichen Buchauflage legte Hartmut Leser auch Wert darauf, das Konzept der geographischen Betrachtungsdimensionen nach Ernst Neef darzustellen (siehe unten). Aus diesem Konzept der geographischen Betrachtungsdimensionen folgte, dass ein bestimmter Inhalt – zum Beispiel die abiotische Umwelt – in verschiedenen Maßstabsebenen betrachtet werden kann. Die abiotische Umwelt der kleinsträumigen Betrachtungsdimension hieß nach Hartmut Leser Geotop. Getreu dem Konzept der geographischen Betrachtungsdimensionen folgte daraus aber, dass die abiotische Umwelt der größträumigen Betrachtungsdimension Geosphäre heißen müsste.
- Geosphäre (implizit) nach Hartmut Leser: Die abiotische Umwelt der globalen Biozönose in Atmosphäre, Hydrosphäre und Lithosphäre.

Demzufolge gelang es Hartmut Leser im Jahr 1991, implizit den Geosphäre-Begriff von Gary W. Barrett in die deutsche Sprache zu überführen. Aber auch die explizite Überführung ging auf ihn zurück. Denn Hartmut Leser betreute das weit verbreitete Wörterbuch Allgemeine Geographie. In diesem Fachwörterbuch wurde Barretts Geosphäre-Begriff direkt nachlesbar als Hauptbedeutung unter dem Stichwort Geosphäre.

### Winkler (1960)
Bis zum Jahr 1960 waren fünf Geosphäre-Begriffe in den deutschsprachigen Raum eingeführt worden. Von ihnen waren zumindest die drei jüngeren noch im Gebrauch: Im Jahr 1960 besaß Geosphäre. keinen eindeutigen Begriffsinhalt. Daraus erwuchsen Missverständnismöglichkeiten. Diese Missverständnismöglichkeiten wurden vom Schweizer Geographen Ernst Winkler (1907–1987) in einem kurzen Aufsatz diskutiert. In seinem Text wurden nicht nur fast alle bisherigen Geosphäre-Begriffe vergleichend vorgestellt, darüber hinaus wurde eine weitere Begriffsmöglichkeit eingeführt.

„Näher liegt aber doch wohl, beim Entscheid auf den «Ur»sinn der Stammworte «Gäa» und «Sphaira» zurückzugreifen. Darnach wäre dann die «allgemeinere» Bedeutung: Erdbereich zu wählen, die sowohl die Geosphäre im Sinne CAROLS, als deren Teilsphären, aber auch den «Bereich» der Gesamterde (d. h. also nicht nur die Hüllen, sondern auch das Erdinnere) einschlösse. Für die Geographie freilich würde dies bedeuten, dass sie mit diesem Wort keinen spezifischen Begriff für ihr Objekt mehr besäße, was aber schon durch die früheren Umschreibungen tatsächlich in Frage gestellt war.“

- Geosphäre nach Ernst Winkler: Ein Erdbereich, der den gesamten Planeten oder einen Ausschnitt der Erde meinen kann.

Winklers Geosphäre wurde niemals in der wissenschaftlichen Literatur verwendet. Ohnehin war sein Begriffsvorschlag bloß als linguistisch begründete Entgegnung auf die bisherigen Geosphäre-Begriffe gemeint. Winklers Ziel war nicht, eine geeignetere Geosphäre vorzustellen. Sein Ziel war, diesen Begriff als unbrauchbar darzustellen und aus dem geowissenschaftlichen Fachwortschatz zu entfernen. Dies gelang ihm nicht.

### Neef (1963)
Einen gänzlich neuen Ansatz zur begrifflichen Festlegung einer Geosphäre verfolgte der deutsche Geograph Ernst Neef (1908–1984). Dabei ging es Neef nicht um reale geographische Objekte, sondern um geographische Darstellungsweisen. So erarbeitete er maßgeblich das Konzept der geographischen Betrachtungsdimensionen. Das Konzept besagt, dass der geographische Raum nach unterschiedlichen Betrachtungsdimensionen gegliedert werden sollte. Diese Betrachtungsdimensionen unterscheiden sich voneinander in ihren Maßstäben. Aus den unterschiedlichen Maßstäben erwachsen unterschiedliche Arbeitsmethoden, um den jeweils betrachteten Raum zu untersuchen. Mit Hilfe der größten geographischen Betrachtungsdimension werden sehr große Ausschnitte der Erde oder aber die Erde als Ganzes erforscht und beschrieben. Die größte geographische Betrachtungsdimension wird auf Karten in sehr kleinen Maßstäben dargestellt. Die Karten zeigen dann üblicherweise mehr als einen Kontinent, Erdhemisphären oder die ganze Erde. Neef nannte aber diese größte geographische Betrachtungsdimension die geosphärische Dimension.
- Geosphäre nach Ernst Neef: Ein Raumausschnitt in geosphärischer Betrachtungsdimension.

Neefs Geosphäre-Begriff benannte also nicht den Gegenstand der Geographie. Stattdessen benannte Geosphäre hier den Raum, der in geosphärischer Betrachtungsdimension erforscht und beschrieben wird. Für das Objekt geographischer Forschung andererseits benutzte Neef einen neuen Ausdruck. Er sprach von geographischer Erdoberfläche.
Ernst Neefs Arbeit war sehr einflussreich. Dennoch konnte Neefs Auffassung von Geosphäre nicht die etwas ältere Begriffsprägung nach Hans Carol vollständig ersetzen. Stattdessen fusionierten manchmal beide Begriffsinhalte:

„Als Realobjekt der Geographie gilt die Geosphäre … 'Geosphäre' ist vor allem ein räumlicher Begriff. Mit 'Geosphäre' wird jener räumliche Bereich bezeichnet, in dem diejenigen Faktoren und Elemente der Realität zusammen wirken, durch die die Erdoberfläche aufgebaut, strukturiert und beeinflusst wird.“

### Walter (1976)
Teilhard de Chardins Geosphäre-Begriff erfuhr 1976 eine gewisse Aufspaltung. In jenem Jahr veröffentlichte der deutsch-russische Geobotaniker Heinrich Walter (1898–1989) das Buch Die ökologischen Systeme der Kontinente (Biogeosphäre). Darin stellte er die Biosphäre der Festländer der Biosphäre der Meere gegenüber. Letztere nannte er Biohydrosphäre und erstere Biogeosphäre. Wenn aus der Wortneuschöpfung der Bio(sphäre)-Anteil entfernt wird, erscheint das, was Heinrich Walter unter Geosphäre verstand. Nämlich die abiotische Umwelt des trockenen Landes.
- Geosphäre (abgeleitet) nach Heinrich Walter: Die abiotische Umwelt der Lebewesen des Festlands.

Allerdings verwendete Heinrich Walter Geosphäre niemals in seiner Grundform, sondern schrieb stets von Biogeosphäre oder Bio-Geosphäre. Auf die Begriffsgeschichte des eigentlichen Geosphäre-Begriffs scheint Walters Vorstoß keinen nennenswerten Einfluss gehabt zu haben.

### Eichler (1993)
Nur zwei Jahre nach dem implizit eingebrachten Geosphäre-Begriff von Hartmut Leser (siehe oben) versuchte sich der deutsche Geograph Horst Eichler an einer aktualisierten Version von Geosphäre:

„Die Geosphäre wird als ein Kontinuum aufgefasst, als ein zusammenhängendes Ganzes also, in dem die drei Seinsbereiche oder Wirklichkeitsstufen des Anorganischen, des Biotischen und des Geistigen sich durchdringen, miteinander verschmelzen und in ihrer Integration die komplexe Einheit der realen Wirklichkeit des dem irdischen Leben erfahrbaren Raumes ergeben … Die Geosphäre wird gleichsam als dreidimensionales Schalengebilde der Erde verstanden, das einerseits weit über die reale feste Oberfläche der Erde hinausreicht, andererseits aber nicht auch deren Inneres umschließt … Die Geosphäre ist der schalenförmige Hüllraum der Erde, in dem sich durch das Ineinandergreifen und Überlagern wiederum sphärisch gedachter physischer, biotischer und geistiger Elemente die Raumqualität für das Leben auf der Erde ergibt.“

Horst Eichler ging von Hans Carols Geosphäre-Begriff aus. Anschließend reicherte er ihn mit den Ideen an, die auf Teilhard de Chardin zurückgingen. Das führte dazu, dass Eichlers Geosphäre um viele Sphären ergänzt werden musste, die noch bei Hans Carol nicht unter diesen Begriff fielen. Insgesamt rechnete Eichler zwölf Erdsphären zur Geosphäre: Anthroposphäre, Atmosphäre, Biosphäre, Hydrosphäre, Kosmosphäre, Kryosphäre, Lithosphäre, Noosphäre, Pedosphäre, Reliefsphäre, Technosphäre.
Sowohl Horst Eichler als auch unmittelbar vor ihm Hartmut Leser versuchten, die Ansichten von Teilhard de Chardin im Begriff der Geosphäre zu berücksichtigen. Die Ergebnisse ihrer Bemühungen stehen sich jedoch sehr gegensätzlich gegenüber. Hartmut Leser verkleinerte den Inhalt des Geosphäre-Begriffs, reduzierte ihn auf die unbelebten Anteile der Ökosphäre. Eichler vergrößerte den Inhalt des Geosphäre-Begriffs, ergänzte ihn um geistige und technische (und kosmische) Anteile.
Horst Eichlers Begriff stellt die bisher jüngste Fassung von Geosphäre dar. Sie wurde niemals wieder aufgegriffen.

## Aktuelle Situation

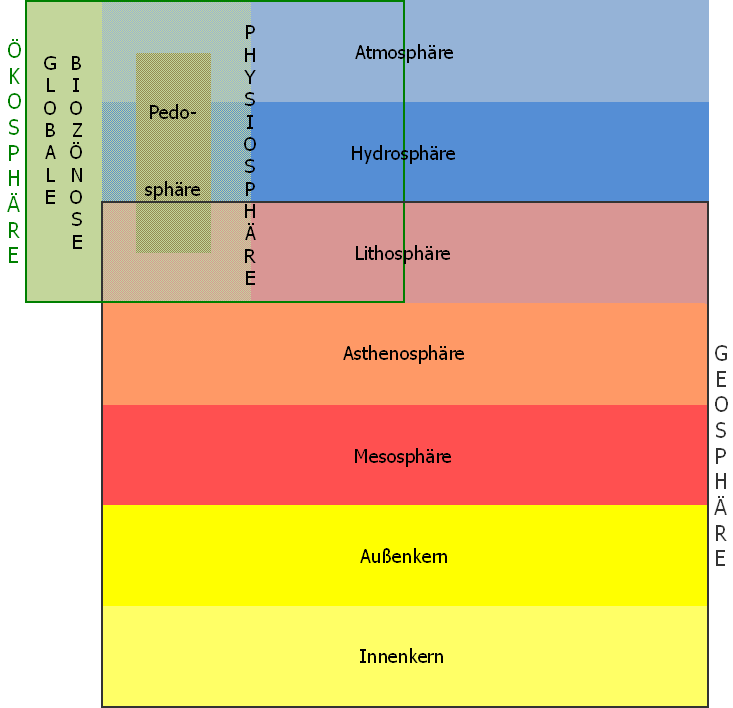
Die feste Geosphäre nach Stephen Pearl Andrews (1871) im Verbund der Erdsphären. Dies ist der einzige moderne Geosphäre-Begriff, zu dem kein Synonym vorhanden ist.

Fünf der vorgestellten Geosphäre-Begriffe werden heute nicht mehr benutzt. Der Geosphäre-Begriff nach Ratzel (1902) konnte sich nicht durchsetzen gegen den konkurrierenden Begriff der Lithosphäre. Der Geosphäre-Begriff nach Hellpach (1935) konnte sich nicht behaupten gegenüber dem Begriff der Peplosphäre. Auch Winklers Begriff (1960) verschwand, dieser war aber von vornherein nicht als ernsthafter Begriffsvorschlag eingebracht worden. Ähnlich wurde Walters Begriff (1976) nicht weiter verfolgt, er hatte jedoch ohnehin niemals einen eigenständigen Geosphäre-Begriff formuliert, sondern blieb stets bei Biogeosphäre. Schließlich wurde die durchaus ernsthaft erdachte, umfassende Geosphäre von Eichler (1993) trotz ihrer umfangreichen Erläuterung ebenfalls niemals wieder aufgegriffen.
Fünf der vorgestellten Geosphäre-Begriffe werden heute noch benutzt. Zu diesen modernen Geosphäre-Begriffen gehören die feste Geosphäre nach Stephen Pearl Andrews (1871), die abiotische Geosphäre nach Pierre Teilhard de Chardin (1956), die geographische Geosphäre nach Hans Carol (1956), die mehrzahligen Geosphären nach John Murray (1910) und die raumdimensionale Geosphäre nach Ernst Neef (1963). Besonders häufig werden der feste Geosphäre- und die abiotische Geosphäre-Begriff vorgefunden. Denn ersterer wurde seit 1983 zur Geosphäre der System-Erde-Forschung und letzterer seit 1986 zur Geosphäre des International Geosphere-Biosphere Programme – beides florierende Forschungsfelder. Die übrigen drei modernen Geosphäre-Begriffe finden sich noch gelegentlich (mehrzahlige Geosphären), selten (geographische Geosphäre) oder sehr selten (raumdimensionale Geosphäre).
Für vier der fünf modernen Geosphäre-Begriffe existieren Synonyme: Die abiotische Geosphäre kann auch Physiosphäre genannt werden. Das Objekt der geographischen Geosphäre kann genauso als Chorosphäre oder (in vielen Fällen) alternativ als Landschaftssphäre angesprochen werden. Die mehrzahligen Geosphären besitzen ein Synonym namens Erdsphären, das schon seit 1903 bekannt ist. Die raumdimensionale Geosphäre kann genauso sphärische. oder höhere globale. Betrachtungsdimension genannt werden. Einzig der älteste Geosphäre-Begriff von der festen Geosphäre besitzt kein Synonym.